# Tintin et l'Alph-Art
Tintim e a Alph-Art (Tintin et l'Alph-Art, no original em francês) é o volume inacabado do vigésimo quarto e último álbum da série de história em quadrinhos franco-belga As aventuras de Tintim. Deixado incompleto após morte de Hergé, o manuscrito foi publicado postumamente em 1986. A história gira em torno do cenário de arte moderna de Bruxelas, onde o jovem repórter belga Tintin descobre que um comerciante de arte local foi assassinado. Investigando mais, ele encontra uma conspiração de falsificação de arte, planejada por um guru religioso chamado Endaddine Akass.
Refletindo seu próprio fascínio pela arte moderna, Hergé começou a trabalhar em Tintin et l'Alph-Art em 1978. No entanto, foi deixado inacabado no momento de sua morte em março de 1983. Hergé em 1983.
Neste ponto, consistia em cerca de 150 páginas de anotações feitas a lápis. , esboços e contornos - ainda não arte-finalzinados no estilo de desenho de marca registrada de Hergé - sem finalização para a história. Ainda inacabado quando da morte de anteriormente, Bob de Moor, ex-assistente de Hergé se prontificou a arte-finalizar, mas foi impedido pela viúva do autor, Fanny Vlamyck, que a princípio havia concordado, ela mudou sua decisão, citando o fato de que seu falecido marido não queria que ninguém mais continuasse com As Aventuras de Tintin.
Tintin e a Alph-Art, foi lançado 1986, o álbum é uma espécie de sketchbook de Hergé, contendo rafes (roteiros esboçados).
Desde então, vários outros cartunistas, como Yves Rodier, produziram suas próprias versões não autorizadas da história. A recepção crítica do trabalho foi mista; alguns comentaristas de As Aventuras de Tintin acreditavam que Tintin et l'Alph-Art  teriam sido uma melhoria em grande parte do trabalho posterior de Hergé, enquanto outros caracterizaram isso como um pensamento positivo.